# Yoon Mi-rae
Pour les articles homonymes, voir Reid et Yoon (homonymie).
Dans ce nom coréen, le nom de famille, Yoon, précède le nom personnel.
Tasha Reid ("T"), de son vrai nom Natasha Shanta Reid (coréen: 나타샤 샨타 리드), connue aussi sous son nom coréen, Yoon Mi-rae (coréen: 윤미래), née le 31 mai 1981 à Portland (Texas), est une chanteuse américaine d'origine coréenne et afro-américaine, ancien membre du groupe Uptown et du duo Tashannie.

## Biographie

### Jeunesse et études
Natasha Shanta Reid est née à Fort Hood, au Texas, d'une mère sud-coréenne et d'un père afro-américain, Thomas J. Reid. Son père était DJ Radio lorsqu'il servait dans les Forces des États-Unis en Corée (USFK) dans sa jeunesse et a pu grâce à ça, faire connaissance de la musique. Elle a vécu à Fort Lewis, à Washington pendant un certain temps. Elle a emménagé en Corée du Sud où elle fait ses études à Korea International Christian School (ICS). À l'école, elle n'avait pas d'amis et ne savait pas encore parler le coréen. Elle a été victime de harcèlement scolaire par son amie proche, qui poussait d'autres élèves à l'intimider. Elle a également déclaré qu'ils l'appelaient « Nègre » et lui criaient « Yankee, rentre chez toi ». Ils lui ont dit de retourner dans son pays avec un billet qu'ils allaient acheter pour elle. En 1995, elle passe un examen d'équivalence d'études secondaires après avoir quitté l'école à l'âge de 15 ans.

### Carrière musicale

#### 1995-2000: Uptown
En 1995, Tasha Reid intègre le groupe Uptown que Carlos Galvan avaient l'intention de créer après deux ans à déterminer les membres du groupe. Elle rejoint Steve Kim et Carlos Galvan, deux étudiants de Korea International Christian School. Chris Jung les rejoint après. Le 8 décembre 1999, ils sortent leur quatrième album, Verbal Medication.  En 2000, après un scandale où Steve Kim a été impliqué dans une affaire de consommation de marijuana, le groupe se dissout et Tasha Reid entame une carrière solo.

#### 1999-2000: Tashannie
En 1999, Tasha Reid forme un duo, Tashannie, sous-groupe du groupe Uptown avec Annie Lee (The Tse), ancien membre du groupe Fin.K.L. Sous son nom de scène Baby T, elle était la vocaliste principale tandis qu'Annie Lee était la rappeuse principale. Le duo n'a pu sortir qu'un seul album, Parallel Prophecys sorti en 1999. Un an plus tard, le duo se dissout[réf. nécessaire].

### Vie privée
Le 13 juin 2007, Tasha Reid s'est mariée avec le chanteur Tiger JK, membre du groupe Drunken Tiger. Elle a donné naissance à un fils, Jordan Seo,.

## Discographie

### Collaborations
| Année | Single                                                                            | Album promu                               |
| ----- | --------------------------------------------------------------------------------- | ----------------------------------------- |
| 1999  | Intro 나의 라임 연습장 (feat. Cho PD)                                             | In Stardom Version 2.0                    |
| 2000  | 불꽃 (feat. Shin Ji-seon, CB Mass)                                                | Massmediah                                |
| 2002  | Saddist (feat. Chae Ri-na, Bubble Sisters)                                        | The First Step                            |
| 2003  | 뻥끼구락부 (feat. Kim Jin-pyo)                                                    | JP4                                       |
| 2003  | Blow Ma Mind (feat. Asoto Union)                                                  | Sound Renovates A Structure               |
| 2003  | 문득 (feat. Eun Ji-won)                                                           | G1-03                                     |
| 2004  | Triple X (feat. Ann)                                                              | Phoenix Rising                            |
| 2004  | It's Alright, It's Allgood (feat. Bobby Kim) 나 같은 남자 (feat. Bobby Kim)       | Beats Within My Soul                      |
| 2005  | LOVE VIRUS (feat. Big Mama King)                                                  | Soul Food                                 |
| 2005  | Forgetfulness (feat. Kil Gun)                                                     | G-Style                                   |
| 2005  | Love Is (feat. Dynamic Duo)                                                       | Double Dynamite                           |
| 2006  | 여3 (feat. Park Sun-joo)                                                          | A4rism                                    |
| 2006  | Dead Poets Society (죽은 시인의 사회) (feat. PSY, Dynamic Duo, Drunken Tiger)     | Ssa Jip                                   |
| 2006  | Respect (feat. Yang Dong-geun) Run (Feat. Yang Dong-geun, Tiger JK)               | Vol.4 - Mirror                            |
| 2006  | Life Goes On (feat. Paloalto & The Quiett)                                        | Supremacy                                 |
| 2006  | Illusion (feat. TBNY)                                                             | Prosack                                   |
| 2007  | 엄지 손톱 (feat. Sunwoo Ga Ram)                                                   | Final Chapter                             |
| 2007  | Wonderful (feat. Kim Jo-han)                                                      | Wonderful                                 |
| 2007  | 내가 싫다 (Feat. Drunken Tiger)                                                   | Sky is the Limit                          |
| 2007  | Cross Each Other (feat. Park Jin-young)                                           | Back to Stage                             |
| 2007  | Love People, Love Music (feat. The Quiett)                                        | The Real Me                               |
| 2008  | Day & Night (feat. Bizzy)                                                         | Bizzionary                                |
| 2009  | A Person Like Us (나 같은 사람 너 같은 사람) (feat. Lena Park)                    | 10 Ways to Say I Love You                 |
| 2009  | True Romance (feat. Drunken Tiger)                                                | Feel gHood Muzik: The 8th Wonder          |
| 2009  | Let's Dance (Feat. Yoo Jae-suk, Tiger JK)                                         | Olympic Duet Song Festival                |
| 2009  | Knowing Me (나만 모르게) (feat. Supreme Team)                                     | Supreme Team Guide to Excellent Adventure |
| 2009  | Momentum (Da Planet Shiva mix) (feat. Planet Shiver, Yankie, MIK, Dok2, Double K) | Momentum                                  |
| 2010  | Positive Vibes (feat. Paloalto)                                                   | Lonely Hearts                             |
| 2011  | Duduru Wabaru (Korean Ver.) (feat. Drunken Tiger, Bizzy)                          | Duduru Wabaru                             |
| 2011  | TV를 껐네.. (feat. Leessang, Kwon Jeong-yeol du groupe 10cm)                      | AsuRa BalBalTa                            |
| 2011  | Music Makes One (feat. DJ Koo)                                                    | 2011 MAMA -Music Makes One-               |

### Musiques de film
- 2005 : Lovers in Prague (프라하의 연인)
- 2007 : Bad Love (못된 사랑)
- 2013 : The Master's Sun (주군의 태양)

- Touch Love
- 2014 : It's Okay, That's Love (괜찮아, 사랑이야)

- I Love You (너를 사랑해)